# 2015年美國網球公開賽
2015年美國網球公開賽（2015 US Open）是第135屆美國網球公開賽，在美國網球協會比莉·珍·金網球中心舉行。本屆賽事的男子單打冠軍是諾瓦克·喬科維奇，女子單打冠軍是弗拉維婭·佩內塔。這一屆美國網球公開賽在美國國內的轉播商是ESPN。